# Filmaffisch

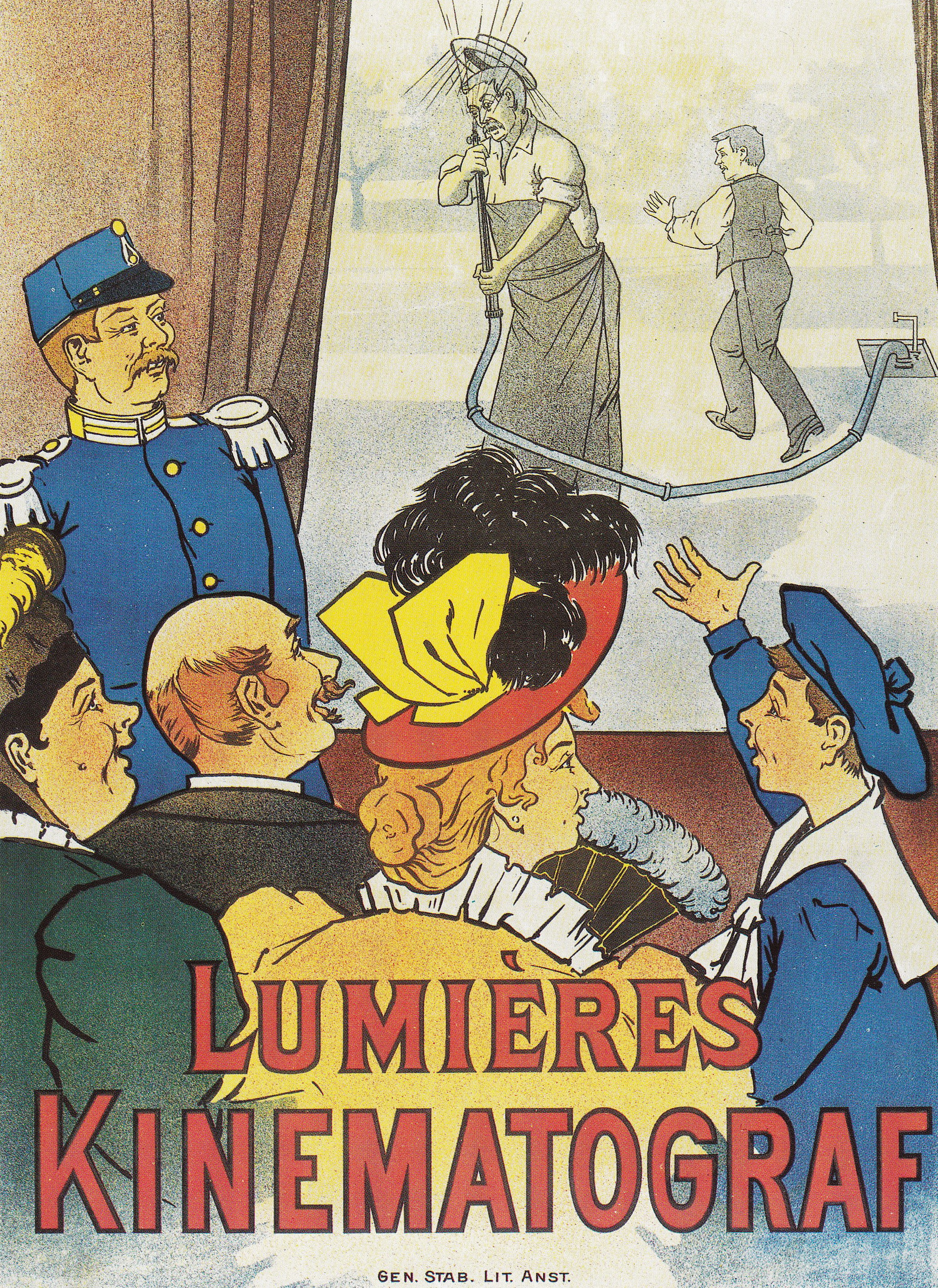
Sveriges första kända filmaffisch för Lumières Kinematograf i Gamla Stockholm, 1897. Bilden plagierar världens första filmaffisch från 1896 av konstnären Marcellin Auzolle.

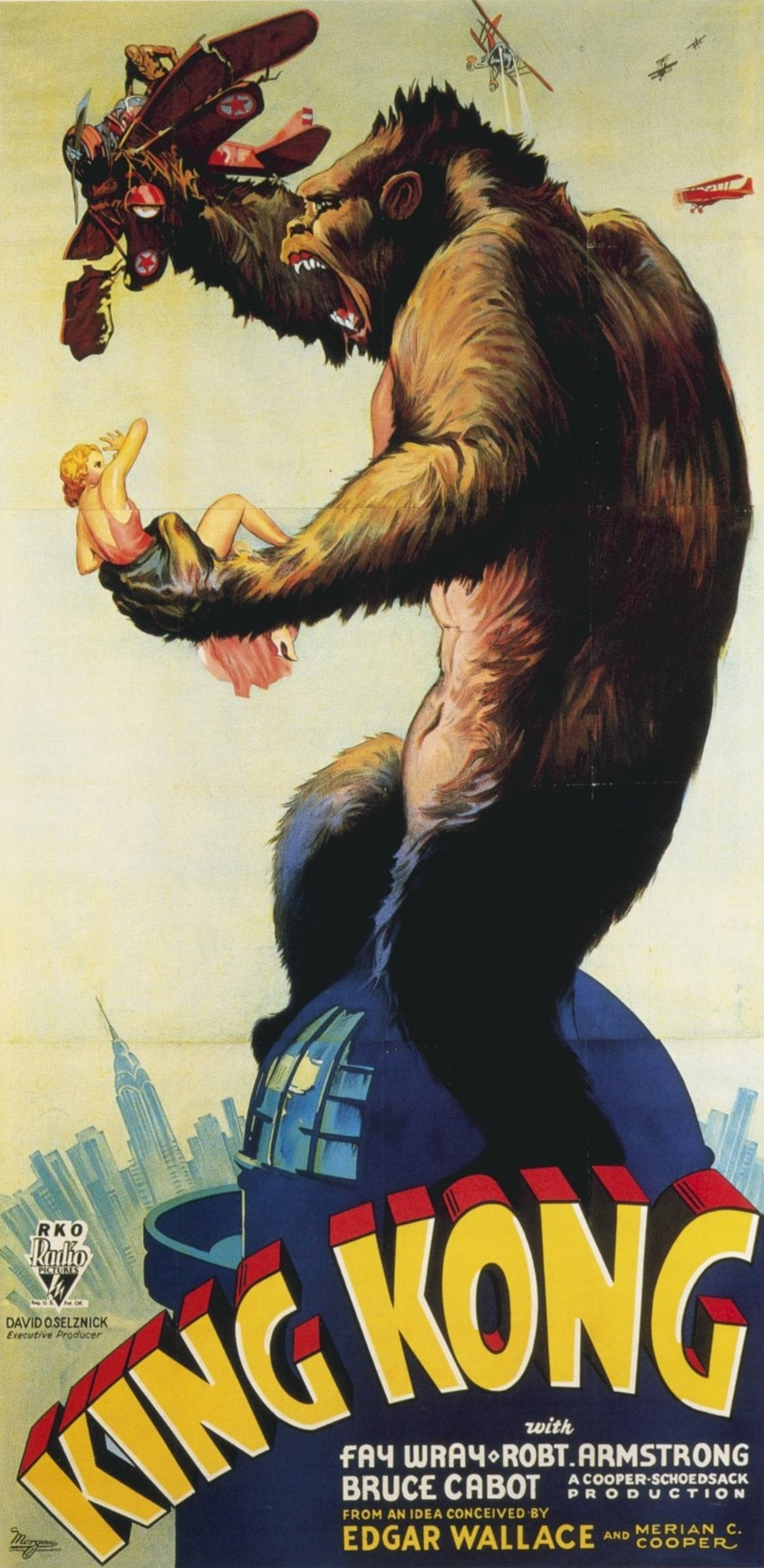
Originalaffisch för King Kong (1933).

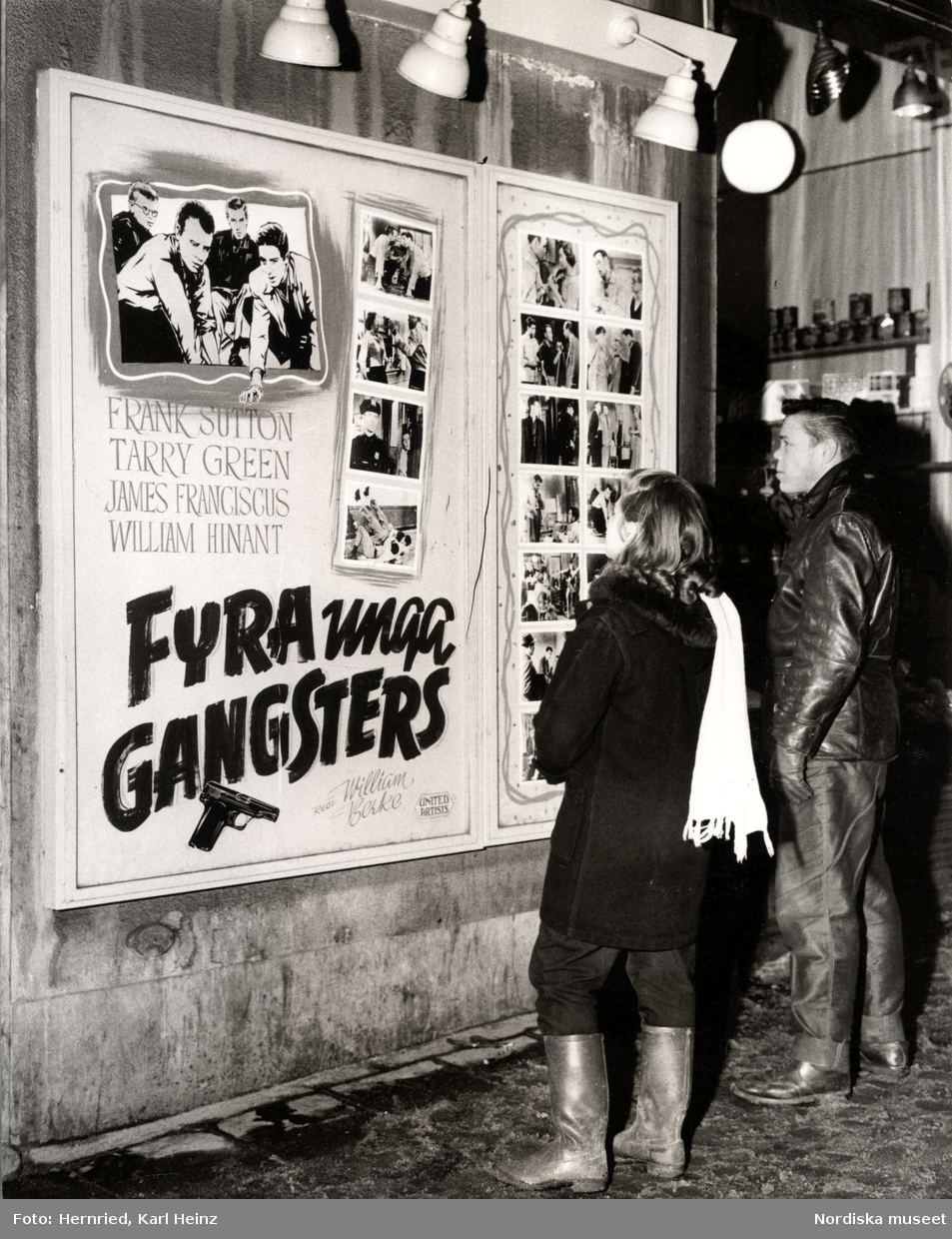
Ungdomar framför en filmaffisch i Stockholm 1957.

En filmaffisch är en affisch som gör reklam för en specifik film. Affischerna produceras idag ofta av filmproducenten bakom filmen och de varierar i storlek beroende på vilken marknad som de ska användas på. Ofta består en filmaffisch av en bild tillsammans med text. Dagens affischer har ofta ett fotografi av huvudskådespelarna men innan 1990-talet var det vanligt med illustrationer. Texten presenter ofta filmtiteln i stora bokstäver men även namnen på de viktigaste skådespelarna, datum och liknande information.

## Historik
Världens först filmaffisch skapades 1896 av konstnären Marcellin Auzolle och gjorde reklam för bröderna Lumières komedie L'Arroseur Arrosé från 1895. Andra konstnärer som tidigt gjorde filmaffischer var exempelvis Henri Brispot, Abel Truchet och Marcellin Auzolle. I början av 1900-talet blev det vanligare med fasta biografer, istället för de kringresande kinematografer som förekommit tidigare. Vid den här tiden producerades affischer av både filmproducenter och av biografägare. I Europa var de tidiga filmaffischerna ofta influerade av Art Nouveau medan filmstudiorna i USA utvecklade egna signifikanta stilar.

## Storlekar
Amerikanska filmaffischer är sedan 1980-talet i regel 27 x 40 tum (68,6 x 100,2 cm). Denna storlek ("one sheet") var tidigare 27x41 tum. Det fanns även mindre, "half sheet" (22 x 28 tum) och "insert" (14 x 36 tum), samt större, "three sheet" (41 x 81 tum, oftast tillverkade i två delar). Ännu större format är six sheet (kvadratisk 81 tum) och "24 sheet" (6,25 x 2,74 meter). I Storbritannien förekommer även "quad"-format, en liggande affisch på 40 x 30 tum. I Australien förekommer även "daybill"-format på 13 x 30 tum. Svenska filmaffischer är oftast 70x100 cm. Så kallade stolpaffischer är 30x70 cm.

## Affischsamlande
Filmaffischer är populära samlarobjekt. Syftet med filmaffischer är reklam och originalaffischer trycks därför inte upp för att säljas till allmänheten. I USA trycktes filmaffischer mellan 1940 och 1984 av National Screen Service (NSS) och distribuerades till biograferna, som efter användning skickade tillbaks dem till NSS eller slängde dem. Därför kan gamla originalaffischer vara sällsynta och säljas för stora summor. Den högsta summa som betalats för en affisch är $690 000, för en originalaffisch av Metropolis (1927) som såldes på auktion i november 2005. Numera trycks affischer i USA av filmbolagen och de trycks ofta upp i större kvantiteter för att även säljas till allmänheten. För folk som vill ha en affisch från en äldre film som dekoration snarare än samlarobjekt, görs även reproduktioner av äldre affischer.

## Kända illustratörer
Moderna filmaffischer pryds ofta av fotografiska bilder, medan de historiskt sett ofta har varit målade eller tecknade. Bland kända illustratörer kan nämnas Saul Bass, John Alvin, Frank Frazetta, Reynold Brown, Richard Amsel, Helmuth Ellgaard med flera.